# Claude Guyot
Claude Guyot (Savigny-sur-Orge, Essonne, 16 de gener de 1947) va ser un ciclista francès que fou professional entre 1968 i 1970. El seu principal èxit l'aconseguí com amateur al guanyar la medalla de plata al Campionat del món en ruta de 1967, per darrere del britànic Graham Webb.
El seu germà Bernard també fou ciclista professional.

## Palmarès
- 1966
  - 1r al Gran Premi de la vila de Nogent-sur-Oise
  - 1r a la París-Évreux
  - Vencedor d'una etapa al Tour de l'Avenir
- 1967
  - Vencedor de 2 etapes al Tour de l'Avenir
- 1968
  - 1r al GP de Saint-Raphaël